# エクスドリーム・スポーツ
株式会社エクスドリーム・スポーツ（英: EXDREAMSPORTS INC.）は、東京都北区に本社を置く、スポーツサービス企業。

## 概要
株式会社エクスドリーム・スポーツは、2009年から2016年リオデジャネイロオリンピックまでフェンシング競技において日本オリンピック委員会が配置するナショナルコーチを務めていた江村宏二が設立した企業である。

## 事業
スポーツコーチング
日本代表を指導したレベルの高い指導者によるスポーツ指導サービス。
スポーツ体験創出
主に子供向けのスポーツ競技会や練習会などの企画運営を行う事業。また、スポーツ競技会での音、光の制御を主体とした演出サポートを行う。
マネジメント事業
フェンシング女子サーブル日本代表の江村美咲や女子フルーレ日本代表の竹山柚葉などのマネジメントを行う。